# وینچ شرقی
وینچ شرقی (به انگلیسی: East Winch) یک روستا و محله مدنی در بریتانیا است که در King's Lynn and West Norfolk واقع شده‌است. وینچ شرقی ۱۹٫۹۵ کیلومتر مربع مساحت و ۷۷۹ نفر جمعیت دارد.